# Südwest Presse
Le Südwest Presse est un journal quotidien allemand local diffusé à l'est du Land de Bade-Wurtemberg.

## Histoire
Südwest Presse succède au Ulmer Tagblatt, fondé en 1859 et repris par Ebner-Verlag en 1877. Pendant le Troisième Reich, le journal fusionne avec Ulmer Sturm le 2 mai 1934. Après la Seconde Guerre mondiale, Kurt Fried, Johannes Weißer et Paul Thielemann reçoivent en 1945 l'autorisation des autorités d'occupation américaine de publier le Schwäbische Donau-Zeitung. En 1952, l'entreprise familiale J. Ebner signe ses premiers contrats significatifs avec l'éditeur de journaux. En 1955, après le décès de Johann Weißer, Max et Carl Ebner rejoignent le journal avec la moitié des actions. En 1962, le quotidien Ulmer Nachrichten, publié depuis 1949, fusionne avec Schwäbische Donauzeitung. En 1968, Schwäbische Donauzeitung prend le nom de Südwest Presse.